# 拉韦尔塞
拉韦尔塞，是西班牙卡斯蒂利亚-拉曼恰瓜达拉哈拉省的一个市镇。总面积41平方公里，总人口40人（2001年），人口密度1人/平方公里。